# سالم حنا خميس
سالم خميس عالم فلسطيني وخبير اقتصاد وإحصاء دولي، ولد في قرية الرينة الفلسطينيّة في الجليل يوم 22 نوفمبر 1919 للوالدين حنا وجميلة.

## حياته العلمية
- أنهى دراسته الثانوية في الكلية العربية في القدس بامتياز عام 1938.
- بمنحة من حكومة الانتداب البريطاني تعلم في الجامعة الأميركية في بيروت حيث حاز على البكالوريا في الرياضيات والفيزياء عام 1941، والماجستير في الفيزياء عام 1942.

## حياته العملية
عمل في فلسطين (1942 - 1943) مدرّسًا في ثانوية عكا ثم ثانوية مار لوقا في حيفا. وعام 1943 عيّن محاضرًا في دائرة الرياضيات في الجامعة الأميركية في بيروت. في عام 1945، بمنحة من «المجلس البريطاني» أعدّ للدكتوراه في University College - London. ناقش أطروحته أثناء أحداث «النكبة»، وحاز على الدكتوراه عام 1950. وقد برز في ذلك الحين بنشاطه الوطنيّ في المحافل الطلابية، مدافعًا عن حقوق الشعب الفلسطيني. منعته إسرائيل من العودة إلى فلسطين عام 1948، فانتقل إلى حلب حيث عمل محاضرًا في الرياضيات التطبيقية في كلية الهندسة في جامعة سوريا، ورأس كلية الرياضيات هناك.
عام 1949 تزوج من ماري غاي وأنشأ معها عائلة رزقت أربعة أبناء هم: ثِيا، حنا، كريستوفر وطارق. وبدعوة من هيئة الأمم المتحدة عمل في نيويورك في مكتب الإحصاء التابع لها. علاوة على عمله في هيئة الأمم المتحدة، شغل منصب محاضر ضيف في دائرة الإحصاء في جامعة كولومبيا. زار البلاد أول مرة بعد الاحتلال عام 1952 بحصانة عمله في هيئة الأمم المتحدة. عام 1953 عاد إلى بيروت محاضرًا (برتبة بروفسور مساعد) في دائرة الاقتصاد في الجامعة الأميركية. وبين الأعوام 1955 و1958 حاز على رتبة بروفسور ورأس دائرة الرياضيات في الجامعة.
عام 1958 رأس دائرة الإحصاء الإقليمي لمنظمة الأغذية والزراعة الدولية (FAO) التابعة لهيئة الأمم المتحدة، وتنقل في عمله هذا بين مكتب القاهرة ومكتب روما (1958-1960). بين 1961-1970 تقلد منصب رئيس قسم التجارة والأسعار في منظمة الفاو في روما. بين 1970-1972 أوفدته هيئة الأمم المتحدة والفاو إلى أوغندا مديرًا عامًا لمؤسسة الإحصاء والاقتصاد التطبيقي في جامعة (بالإنجليزية: Makerere)‏ لتأسيس وتطوير عمل المؤسسة وبرنامجها لتدريب، تعليم ودراسة احتياجات الدول الأفريقية التي تتكلم اللغة الإنكليزية. عام 1972 عاد إلى روما حيث عيّن في منظمة الفاو رئيسًا لمجموعة الميثودولوجيا (المناهج) في مصلحة التنمية الإحصائية. عام 1974 رأس مصلحة التنمية الإحصائية في الفاو. وتضمن عمله في هذا المنصب مساعدة الدول النامية لتحسين إحصائها الغذائي والزراعي من خلال مشاريع قومية، إقليمية ودولية. في الوقت ذاته عمل في بغداد بين 1976 و1978 مديرًا ومستشارًا رئيسيًا من قبل هيئة الأمم المتحدة لمشروع تأسيس المعهد العربي الإحصائيّ للتدريب والأبحاث.
عام 1981 تقاعد من رئاسة مصلحة التنمية الإحصائية في الفاو وانتقل ليعيش في بريطانيا حيث يقيم أولاده. لكنه استمر في العمل خبيرًا ورئيسًا لعدة بعثات علمية من قبل الأمم المتحدة، وقام بأعمال استشارية في عدة أماكن، منها:
- مستشار للصندوق العربي للتنمية الاقتصادية والاجتماعية في الكويت التابع لجامعة الدول العربية، ومقيّم ومطوّر للفعاليات الإحصائية في منظمة التحرير الفلسطينية، ومستشار لجامعة النجاح في نابلس (1986) في مراجعة إحصائيات تصدير المنتوجات الزراعية إلى الأردن، ومستشار إحصائي للدول: سريلانكا، ليبيا والسودان

توفي يوم 16 يونيو 2005 في منزله الكائن في (بالإنجليزية: Hemel Hempstead)‏ – بريطانيا.

## الأمم المتحدة
في عام 1949، تزوج خميس من السيدة ماري غاي، وأنجبوا أربعة أطفال: حنة وكريستوفر وطارق وثيا. وافق بعدها خميس على العمل في الأمم المتحدة في مكتب الإحصاء في ليك ساكسس ثم في نيويورك (1950-1953). بالإضافة إلى وظيفته في الأمم المتحدة، أصبح محاضرًا زائرًا بدوام جزئي في قسم الرياضيات الإحصائية في جامعة كولومبيا.
زار سالم أخيرًا منزله في فلسطين المحتلة في عام 1952. في عام 1953، عاد إلى الجامعة الأمريكية ببيروت للعمل كأستاذ مساعد للاقتصاد. وبين عامي 1955 و1958 اختير كأستاذ ورئيس قسم الرياضيات. بين عامي 1958 و1963 أصبح الإحصائي الإقليمي في الغذاء والزراعة التابع للأمم المتحدة عن الشرق الأدنى (شملت محطات خدمته: القاهرة، الجمهورية العربية المتحدة 1958-1960، وروما بإيطاليا 1960-1963).
بين عامي 1961 و1970 أصبح سالم رئيس فرع الأسعار التجارية التابع لمنظمة الأغذية والزراعة (الفاو) بروما. وبين عامي 1970 و1972 أصبح مدير مشروع في الأمم المتحدة بمعهد الإحصاء والاقتصاد التطبيقي، جامعة ماكيريري، كامبالا، أوغندا. وفي عام 1972 عاد إلى روما ليصبح رئيس مجموعة المنهجية بمنظمة الأغذية والزراعة الفاو في قسم خدمات التطوير الإحصائي حتى عام 1974، ورئيس الخدمة بين عامي 1975-1981. كان العمل عبارة عن مساعدة الدول النامية في تحسين الإحصاء في مجالي الغذاء والزراعة خلال المشروعات الإحصائية القومية والإقليمية والدولية.
وبين عامي (1976-1978)، عمل في بغداد مديرًا لمشروع الأمم المتحدة ومستشارًا للمعهد العربي للتدريب والبحث العلمي في الإحصاء.
في عام 1981 استقال سالم من موقعه في منظمة الفاو وانتقل إلى إنجلترا حيث عاش أولاده. إلا أنه استمر في العمل بالرغم من ذلك، كخبير ورئيس للمهمات العلمية العديدة التي تقوم بها الأمم المتحدة، ووفر المشورة للعديد من الدول مثل:
• 1981-1987: مستشار إحصائي، صندوق التمويل العربي للنمو الاقتصادي الاجتماعي، بالكويت.
• 1982: تطوير وتقييم الأنشطة الإحصائية في منظمة التحرير الفلسطينية.
• 1986: مستشار الحكومة الأردنية، مركز البحث الملكي، جامعة النجاح الوطنية، نابلس، فلسطين.
• مستشار إحصائي لسريلانكا وليبيا والسودان وغيرها من الدول.
مات سالم خميس في 16 يونيو عام 2005، في محل إقامته في هاميل هامبستيد بإنجلترا.

## إسهامات علمية
قدم البروفسور خميس عشرات الأبحاث العلمية في الإحصاء والرياضيات، وكانت له إسهامات هامة في نظرية العينات (بالإنجليزية: Sampling Theory)‏ وجدولة دوالّ Gamma غير المكتملة حيث أصدر عام 1966 كتابًا بعنوان:(بالإنجليزية: Tables of the Incomplete Gamma Function Ratio)‏.
غير أن أعماله في مجال نظرية الأرقام المؤشرة (بالإنجليزية: Index Number Theory)‏ وتطبيقاتها، وتطويره لما يعرف بمنهج جيري-خميس (بالإنجليزية: Geary-Khamis Method)‏ لحساب «تعادل القوة الشرائية للعملات»، purchase power
parity (PPP) of currencies، قد تركت بصماتها على كافة الأعمال الحديثة في المقارنة الدولية للأسعار، للدخل الحقيقي، للنتاج القومي وللإنتاجية بواسطة عملة واحدة مشتركة.
كان الإحصائي الإرلندي (بالإنجليزية: R.C. Geary)‏ أول من اقترح المنهج عام 1952. وفي عام 1972 قام البروفسور خميس بتطوير المنهج وجعله قيد التطبيق، وذلك في سلسلة من الأوراق العلمية نشرت في مجلة الجمعية الإحصائية الملكية
(بالإنجليزية: Royal Statistical Society)‏.
ويستخدم منهج جيري-خميس استخدامًا كثيفًا منذ عقود ثلاثة في حساب اللا-مساواة العالمية، مستويات المعيشة وفي تقدير دليل النمو البشري، كما تستخدمه مؤسسات دولية مهمة مثل البنك الدولي، منظمة الفاو، ومنظمة التعاون والتنمية الاقتصادية (OECD).
وقد حصل البروفسور خميس في حياته على عدة تقديرات ومناصب شرف من قبل معاهد دولية كالمعهد الدولي للإحصاء الذي هو بمثابة أكاديمية عالمية للإحصاء، والجمعية الإحصائية الأمريكية.
وعلاوة على أعماله المهنية في خدمة البشرية، كان البروفسور خميس يساعد الكثيرين من أبناء الوطن وأبناء الشعوب الأخرى في الحصول على منح دراسية، ودعم الكثيرين من تلامذته، على اختلاف قومياتهم، في تطوير حياتهم المهنية. كما عرف عنه مناصرته الشديدة لكل قضايا المضطهدين في العالم، ودعمه المستمر لمخيمات اللاجئين الفلسطينيين وللقضية الفلسطينية.